# نورفاجيرفي
نورفاجيرفي هي بحيرة متوسطة الحجم تقع في منطقة مستجمعات المياه الرئيسي كيميوكي. وهي موجودة في إقليم لابي (فنلندا) فنلندا.